# Smilax glycophylla
Smilax glycophylla là một loài thực vật có hoa trong họ Smilacaceae. Loài này được Sm. miêu tả khoa học đầu tiên năm 1790.